# Greve dos boias-frias em Guariba em 1984
A greve dos boias-frias em Guariba em 1984, também conhecida como Levante de Guariba ou Greve dos Canavieiros, envolveu cerca de dez mil boias-frias (trabalhadores rurais temporários) da região de Guariba, São Paulo, entre 14 e 19 de maio de 1984, que se manifestaram por melhores salários, condições de trabalho e de vida. Tratou-se da primeira paralisação organizada por essa categoria de trabalhadores, que tratavam da colheita de cana-de-açúcar e de laranja sem carteira assinada e muitas vezes em condições semelhantes ao trabalho escravo.
A greve terminou num acordo intermediado pelo governo de São Paulo, com grandes vitórias para os trabalhadores. Uma onda de greves de boias-frias se estenderia pelo interior de São Paulo e sul de Minas Gerais até o mês de setembro.

## Contexto
O estado de São Paulo há muitas décadas lidera a produção de cana-de-açúcar no país. Estima-se que cerca de 110 mil boias-frias trabalhavam com o corte da cana na região de Ribeirão Preto no começo da década de 1980, movimento que se acentuou após 1975, com a criação do projeto Programa Nacional do Álcool (Proálcool). Muitos eram pequenos sitiantes, mas acabaram perdendo suas terras e foram se instalar nas periferias das cidades. A grande maioria dos trabalhadores, no entanto, eram migrantes vindos do Nordeste e de regiões mais pobres de Minas Gerais, como o Vale do Jequitinhonha.
Os trabalhadores eram arregimentados por intermediários de fazendeiros e usineiros da região, chamados de "gatos", que contratavam e transportavam, muitas vezes em caminhões, os migrantes. Os boias-frias eram instalados em alojamentos improvisados, sendo alguns antigos estábulos que abrigavam os trabalhadores e as trabalhadoras pelos meses da colheita da safra da cana. Poucos possuíam carteira de trabalho, sendo que os empregos oferecidos eram temporários e, antes da promulgação da Constituição de 1988, eram poucos ainda os direitos conquistados pelo trabalhador rural brasileiro. Os produtos para alimentação, higiene, roupas eram fornecidos por armazéns ou supermercados que normalmente faziam parcerias com os ‘"gatos". Muitas vezes quando algum trabalhador queria abandonar o serviço antes de ter completado o "eito" (a quantidade de cana que deveria ser cortada a cada dia), e ia acertar as contas com o "patrão", estava devendo, pois as "ordinhas" (ordens, ou autorizações para retirada de mercadorias fornecidas pelo contratante) superavam o valor que o trabalhador ou trabalhadora tinha a receber por seu serviço. Isto é, ainda estava devendo para o "gato" e tinha que trabalhar mais para pagar sua "dívida".
O lucro gerado na região de Ribeirão Preto com a produção de açúcar e álcool na época da greve ficava em torno de Cr$ 10 bilhões, mas ficava concentrado nas mãos de 4 ou 5 famílias donas das Usinas São Martinho - a maior do Brasil então, de propriedade do Grupo Ometto -, Bonfim, São Carlos e Santa Adélia. Até os próprios recursos destinados ao lazer, educação e saúde do empregado da usina (2% do preço do litro do álcool e I % do valor da saca de açúcar) eram aplicados pelos usineiros para construir piscinas e comprar helicópteros, segundo o deputado Waldir Trigo (PMDB).
Em contraste, as condições de vida dos boias-frias eram bastantes duras, sendo que, normalmente, o trabalhador se levantava às 4 da madrugada; fazia 2 horas de caminhão antes de chegar no lugar de trabalho; cortava a cana de 7 às 10, de 11 às 14 e das 15 às 17, tomando nos intervalos a comida fria (que deu o nome à categoria); voltando no fim do dia com mais 2 horas de viagem. Os acidentes eram comuns, tanto no transporte dos trabalhadores quanto no manejo do facão (15-20 acidentes por mês por usina). Além disso, os trabalhadores recebiam de acordo com a tonelagem de cana cortada, recebendo uma média de Cr$ 130-150 mil por mês.

## Estopim
A greve foi declarada quando as usinas anunciaram a mudança de pagamento do corte da cana, aumentando de cinco ruas (medida do talhão) para sete ruas (linhas) de cana, sendo que cada rua de cana tinha, em média, 1m40 de comprimento. Pelo sistema de 5 ruas chegava a colher 150 metros por dia, enquanto pelo de 7 esse rendimento caía para 90 metros. Na prática, isso faria com que os cortadores tivessem que caminhar com a cana cortada mais 2m80, causando um desgaste físico maior e menor produção. Os empresários, em contrapartida, economizariam no uso de caminhões e combustíveis.
Além disso, o novo sistema significava que os trabalhadores teriam que trabalhar mais para manter os mesmos rendimentos mensais. Os boias-frias ganhavam Cr$ 1 200 por tonelada, cortando 5-6 toneladas por dia. Com o regime de 7 ruas conseguiriam fazer 4 ou 4,5 toneladas, reduzindo com isso a produção a 60/70%, fazendo com que ganhassem apenas o valor de um salário mínimo da época, Cr$ 97 176,00.
Somado a isso, veio um aumento nas contas de água no município, sendo que 60% da população pagava Cr$ 5 300 por mês, com o valor da conta chegando a Cr$ 80 000, e o descumprimento de uma série de direitos já garantidos pela Consolidação das Leis do Trabalho (CLT).

## A greve
A greve teve início em 14 de maio de 1984, sendo as mulheres trabalhadoras as primeiras a se rebelarem e resolverem paralisar o corte da cana e saírem em protesto. Quando a greve estourou não havia sindicatos, políticos ou outras lideranças na sua organização. Por isso, na época, foi por muitos chamada de espontânea. Nessa segunda-feira, os boias-frias bloquearam estradas e impediram o acesso de trabalhadores a cinco usinas da região.
O dia 15 de maio, data a que se atribui o conhecido “levante”, foi o momento mais violento das manifestações, boa parte tinha acabado de retornar do campo e os cortadores de cana estavam com o podão na cintura. Reunidos em frente à Igreja Matriz de São Mateus, na praça Cônego Celso, o que seria uma demonstração de desagrado contra os patrões, em duas horas se tornou violenta. Os trabalhadores rurais saquearam o maior supermercado da cidade e, armados com picaretas, podões e pedaços de paus, destruíram o antigo prédio da Companhia de Saneamento Básico do Estado de São Paulo (Sabesp). Vários carros foram revirados e incendiados. O comércio e as escolas permaneceram fechados e o município chegou a ficar sem energia elétrica e sem água.
150 homens do pelotão de choque da Polícia Militar de Ribeirão Preto utilizaram bombas de gás lacrimogêneo e armas de fogo para conter os grevistas. Ao menos 30 pessoas ficaram feridas e o metalúrgico aposentado Amaral Vaz Meloni, que acompanhava as manifestações, foi atingido com um tiro na cabeça e morreu no local. A morte e a violência policial instigaram mais os trabalhadores, que seguiram em greve pelos dias seguintes e conseguiram a adesão de lavradores de cidades vizinhas, como Bebedouro, Morro Agudo e Barrinha. A Polícia Militar também teve uma baixa: um cão, pastor-alemão, que quando atiçado para cima de um trabalhador teve seu pescoço cortado por uma foice.

## Consequências
O resultado da greve foi bastante positivo para os trabalhadores rurais. Das 19 reivindicações feitas, 13 foram aceitas:
- Sistema de corte reduzido de 7 para 5 ruas;
- Aumento do preço do corte por tonelada de 1 200 a Cr$S 1 740, podendo chegar a Cr$ 240 000 por mês;
- Registro de carteira obrigatório;
- Recibo de pagamento mensal em envelopes contendo o valor do salário;
- Descanso semanal remunerado;
- Pagamento do dia quando a chuva não permitir o trabalho;
- Se o cortador ficar doente, a empresa pagará seu salário normal por 30 dias;
- Os patrões fornecerão todos os equipamentos;
- Condução gratuita;
- Garantia de emprego por 8 meses.

O secretário estadual do Trabalho da época, Almir Pazzianotto, assinou em 20 de maio o documento que ficou conhecido como a “Carta de Guariba”, um marco importante nas relações de trabalho no campo. Em assembleia, no Estádio Municipal de Guariba, trabalhadores aclamaram o acordo e decidiram-se pelo fim da greve. Chegou-se a um acordo quanto ao pagamento pelo corte e fornecimento de material de e trabalho (botas, facões, podões, meias e luvas). Mulheres maiores de 16 anos passaram a receber pelo quilo da cana cortada o mesmo que ganhavam os homens. Apenas os menores de 16 anos, continuaram a receber 60% do valor pago aos adultos.
O acordo ratificou também conquistas antigas dos trabalhadores rurais, como registro em carteira, recebimento de férias e 13º salário, pagamento dos direitos em caso de rescisão dos contratos.

## Na cultura popular
- O livro "Açúcar Amargo", escrito por Luiz Puntel para a série Vaga-Lume, retrata a história de uma família envolvida com a greve.